# Julije Bauer
Julije Bauer (srb. Јулије Бауер, ur. 9 października 1908 w Pančevie, zm. w marcu 1945 w Kačarevie) – jugosłowiański lekkoatleta specjalizujący się w biegach sprinterskich.

## Biografia i kariera
Urodził się w Pančevie, gdzie później pracował jako przedsiębiorca pogrzebowy. Aktywnie uprawiał piłkę nożną i był reprezentantem Królestwa Jugosławii w lekkoatletyce. Jego kariera sportowa przypadła na lata 1933 – 1939, zaś na arenie międzynarodowej reprezentował swój kraj trzydzieści cztery razy w latach 1934 – 1938. Bauer był mistrzem Bałkanów z 1934 roku. Na mistrzostwach w Zagrzebiu wygrał bieg na 100 metrów z czasem 10,8 sekundy. Mistrzem Jugosławii został sześć razy. Na jego koncie znajduje się także pięć rekordów krajowych w biegach sprinterskich i sztafecie. Jego rywalizacje z innymi jugosłowiańskimi lekkoatletami – Alfonzo Kovačiciem z Lublany i Ferdinandem Klingiem z Belgradu – były widowiskami skupiającymi wokół siebie ogromną uwagę widzów.
Pierwszy występ Bauera na arenie międzynarodowej miał miejsce w 1934 roku podczas I Mistrzostw Europy w Turynie. Wziął udział w jednej konkurencji. Na dystansie 100 metrów zajął drugie miejsce w swoim biegu eliminacyjnym i z czasem 11,2 sekundy awansował do półfinału. W półfinale z nieznanym czasem zajął czwarte miejsce i odpadł z dalszej rywalizacji.
Bauer reprezentował Królestwo Jugosławii podczas XI Letnich Igrzyskach Olimpijskich w 1936 roku w Berlinie. W biegu na 100 metrów z czasem 11,5 sekundy zajął w swoim biegu eliminacyjnym piąte miejsce, co oznaczało dla niego koniec udziału w zawodach.
Końcem 1944 roku został włączony do armii, a w marcu 1945 roku zginął w walkach w okolicach Pančeva.

## Rekordy życiowe
- bieg na 100 metrów – 10,7 (1934)
- bieg na 200 metrów – 22,6